# Глибокий Яр (притока Харкова)
Глибокий Яр — балка (струмок) в Україні у  місті Харків (Харківська область). Ліва притока річки Харків (басейн Дону).

## Опис

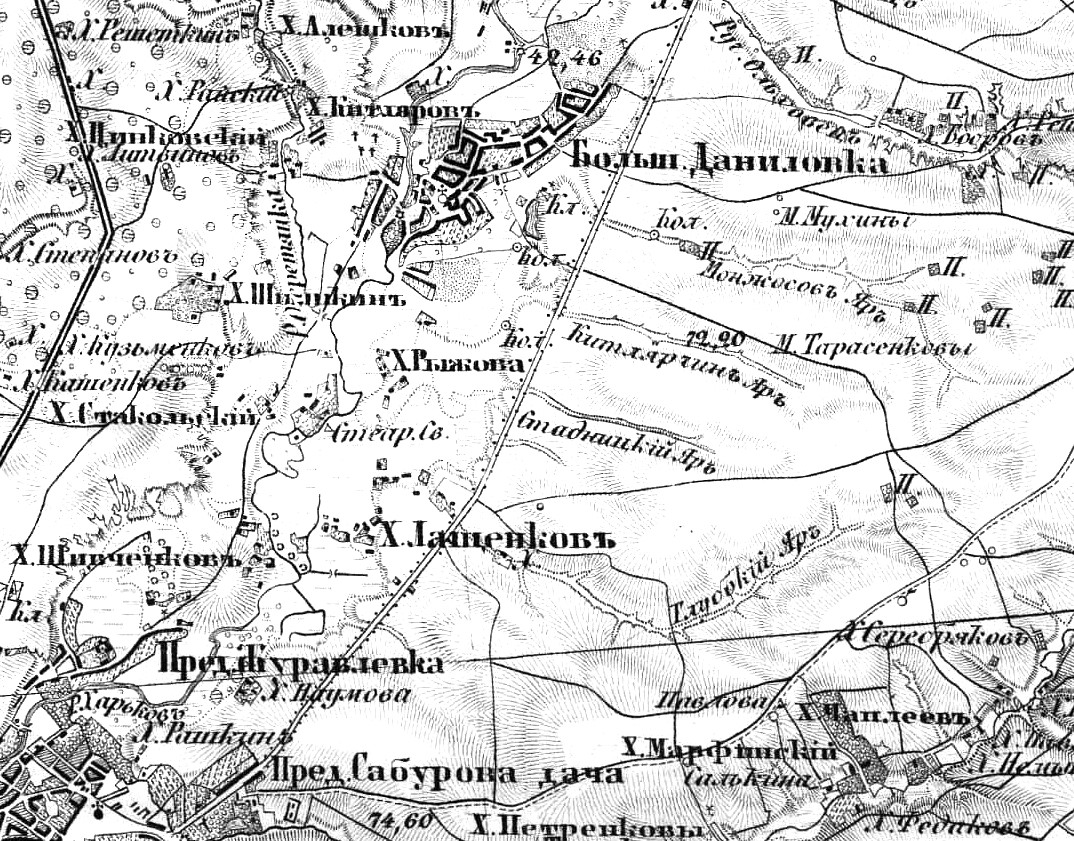
Фрагмент мапи 1869 року, на якому вказані назви ярів, які перетинають сучасні вулиці Академіка Павлова та Леся Сердюка.

Русло струмка проходить Глибоким яром який розташований на південь від Стадницького яру.
Струмок протікає територією Салтівського житлового масиву від його східних околиць (імовірно, витік у районі перетину вулиць Познанської і Владислава Зубенка), вздовж вулиці Владислава Зубенка, потім проходить паралельно вулиці Дунаєвського, перетинаючи вулицю Академіка Барабашова, трохи південніше територій Хіміко-технологічного корпусу Національного фармацевтичного університету та Харківського національного педагогічного університету (мікрорайон Піски), де впадає в гребний канал (частина Журавлівського водосховища на річці Харків). 
На перетині з вулицею Академіка Павлова, проспектом Тракторобудівників і поблизу гирла, на перетині з теплотрасою, струмок тече підземним колектором.
Русло струмка пролягає по дну досить глибокої заболоченої балки, що перетинає Салтівку по всій її протяжності зі сходу на захід та утворює кілька невеличких ставків. Через струмок прокладено мости, такі як автомобільний міст по вулиці Гвардійців-Широнінців, а також менш навантажені мости в районі Східної Салтівки — по вулиці Гарібальді та Познанській, а також дамба з підземним колектором на проспекті Тракторобудівників.
Гирло струмка знаходиться приблизно на відстані в 1 км на північ від околиць ринку «Барабашово» і Салтівського електродепо Харківського метрополітену.
Довжина русла від витоку на східних околицях міста до гирла в районі селища Шевченки поблизу Журавлівки дорівнює понад 5 км.

## Цікаві факти
- В  балці, між вулицями Академіка Павлова та Гвардійців-Широнинців (вул. Владислава Зубенка, 25) існує джерело «Глибокий яр», в якому місцеві мешканці беруть питну воду для своїх потреб.
- На військово-топографічних картах Шуберта середини 19 століття дома нинішнього району Шевченки був Лащенків хутір[3].
- Між хутором Лащенкова, розташованим нижче за течією річки Харків на лівому березі Глибокого струмка та хутором Рижова[4], що знаходився вище за течією Харкова на правому схилі Кітлярчиного Яру[5], у 1860-х роках знаходився стеариновий завод.

## Галерея

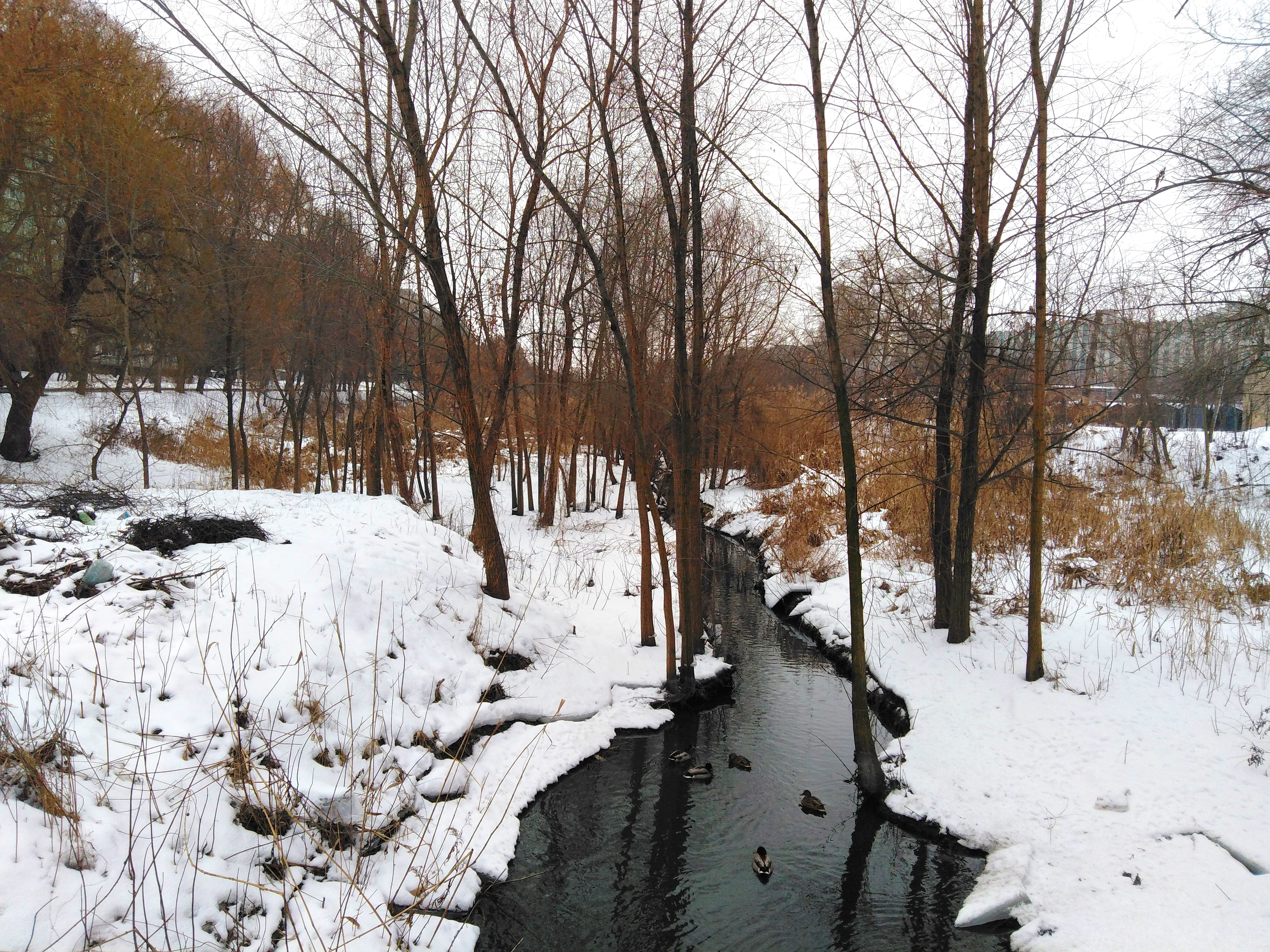
Струмок перед зануренням у колектор
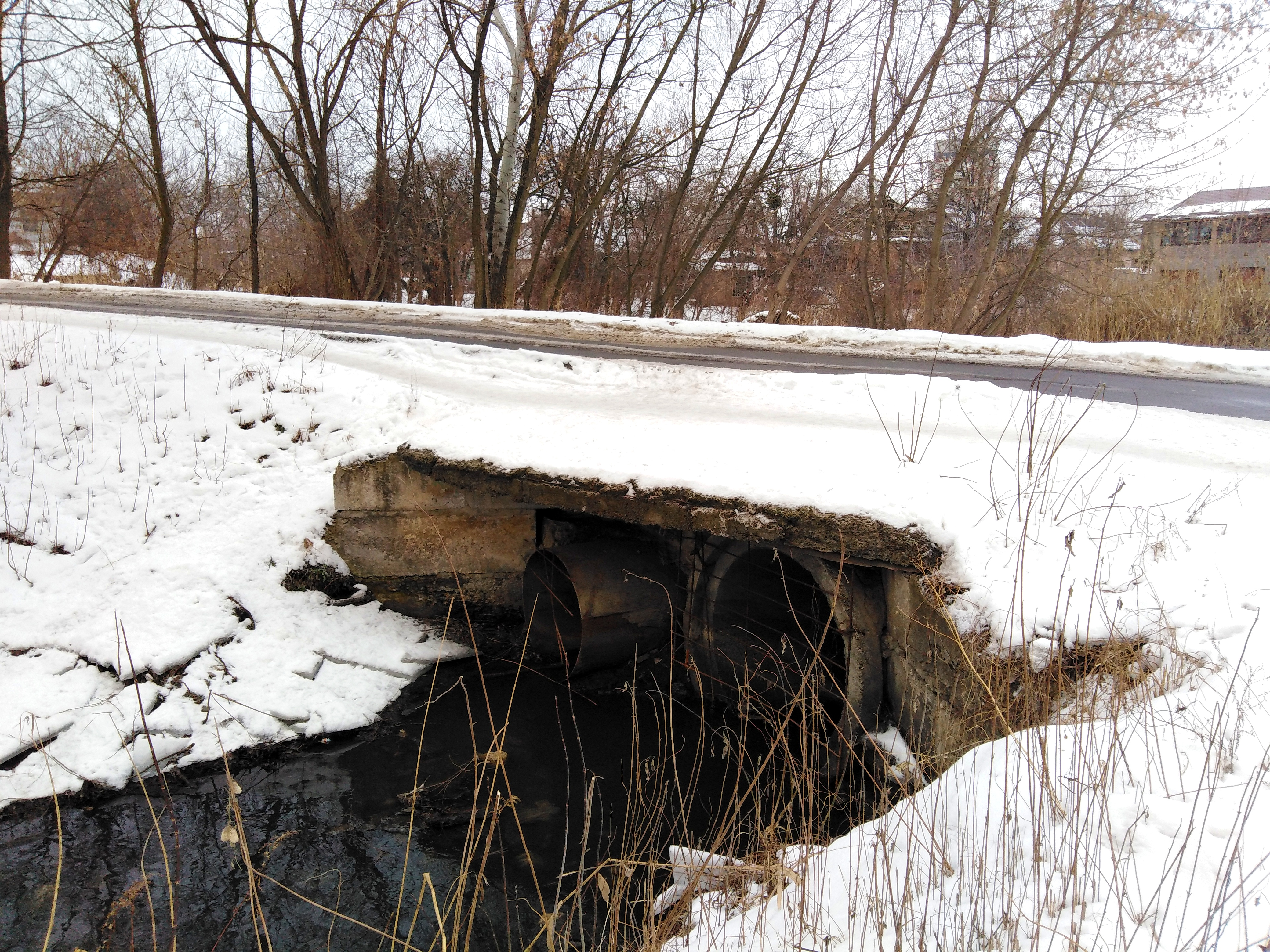
Місце занурення струмка у колектор
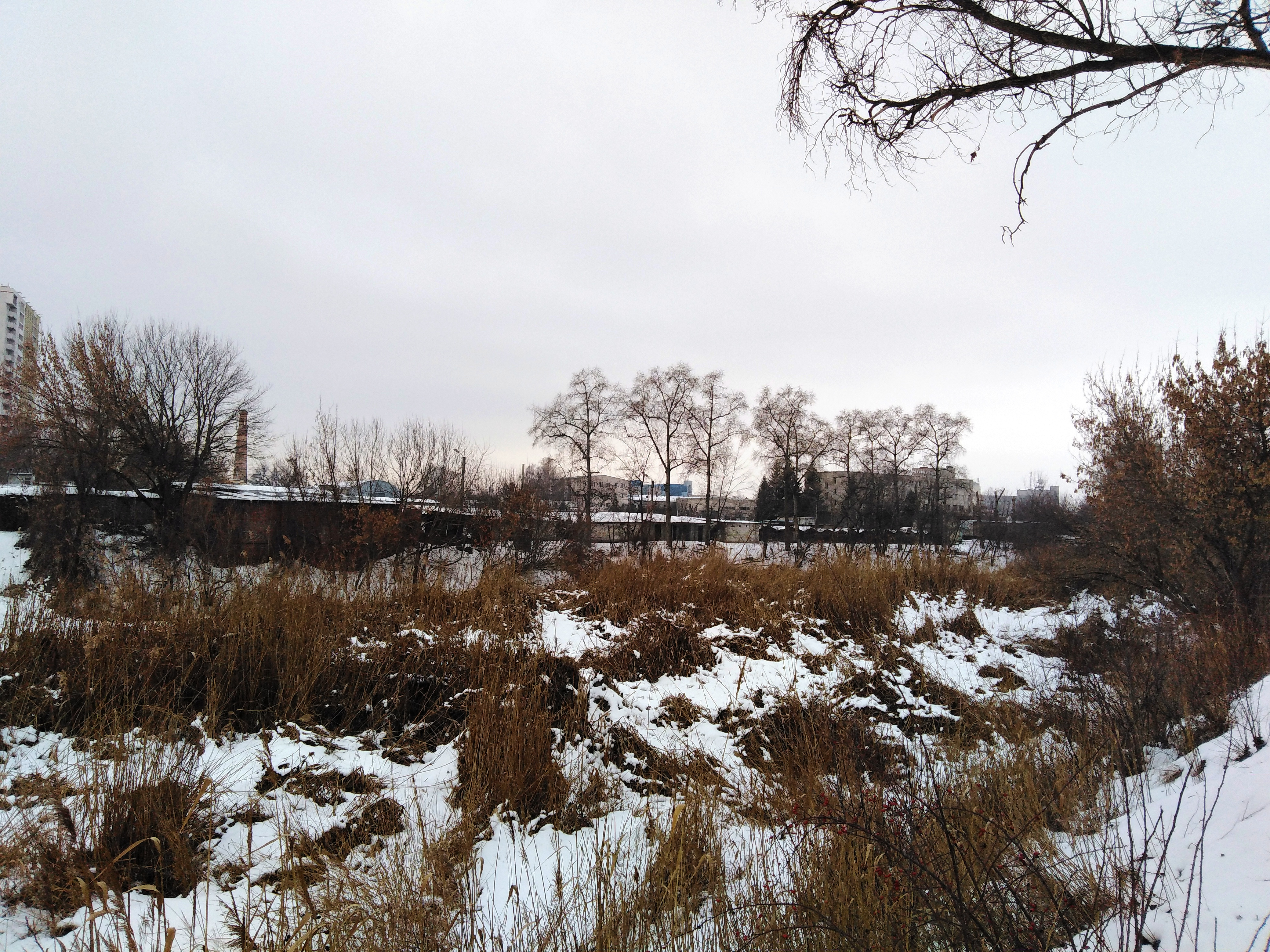
Глибокий Яр. Загальний вигляд.
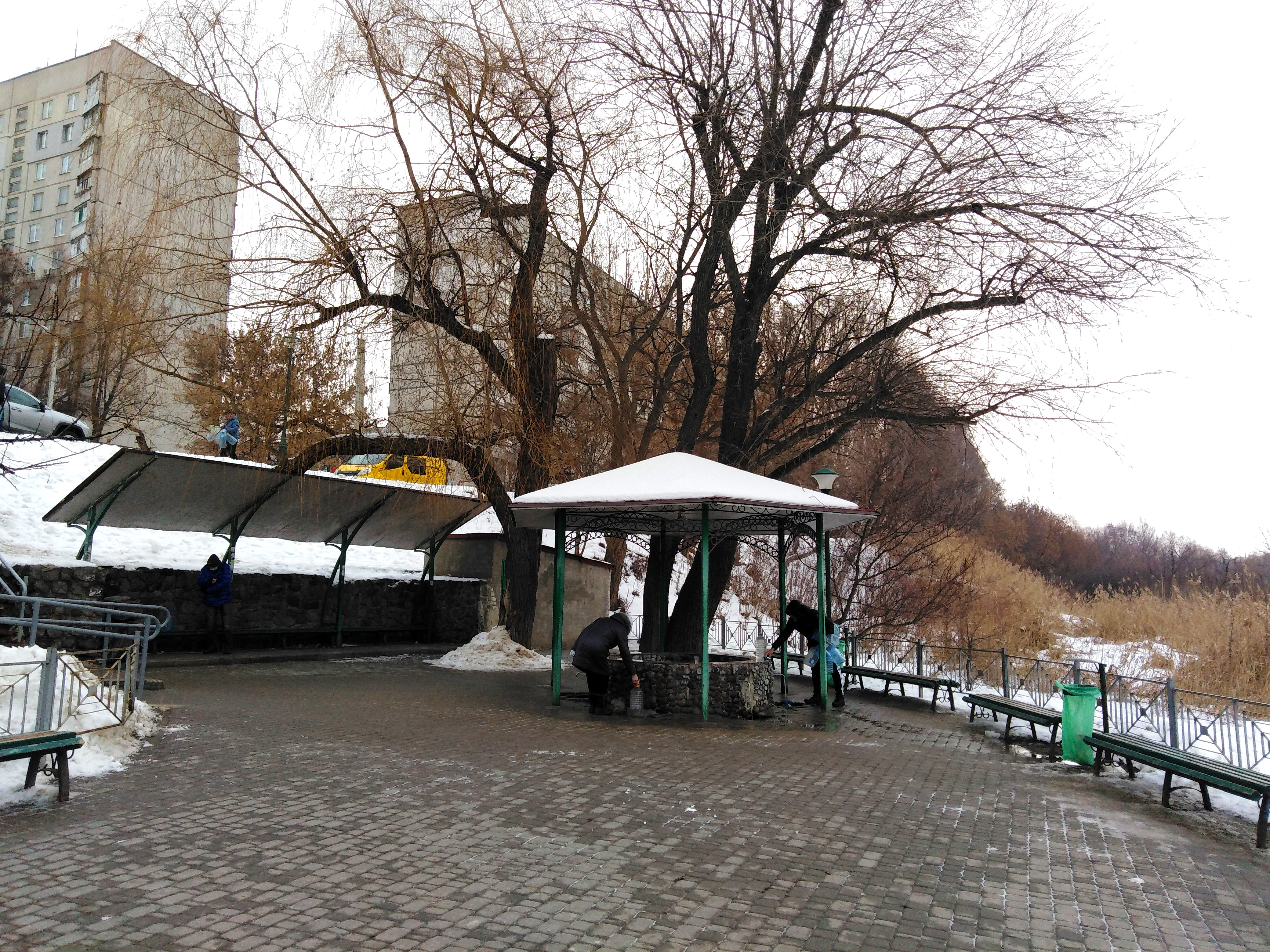
Бювет джерела Глибокий Яр
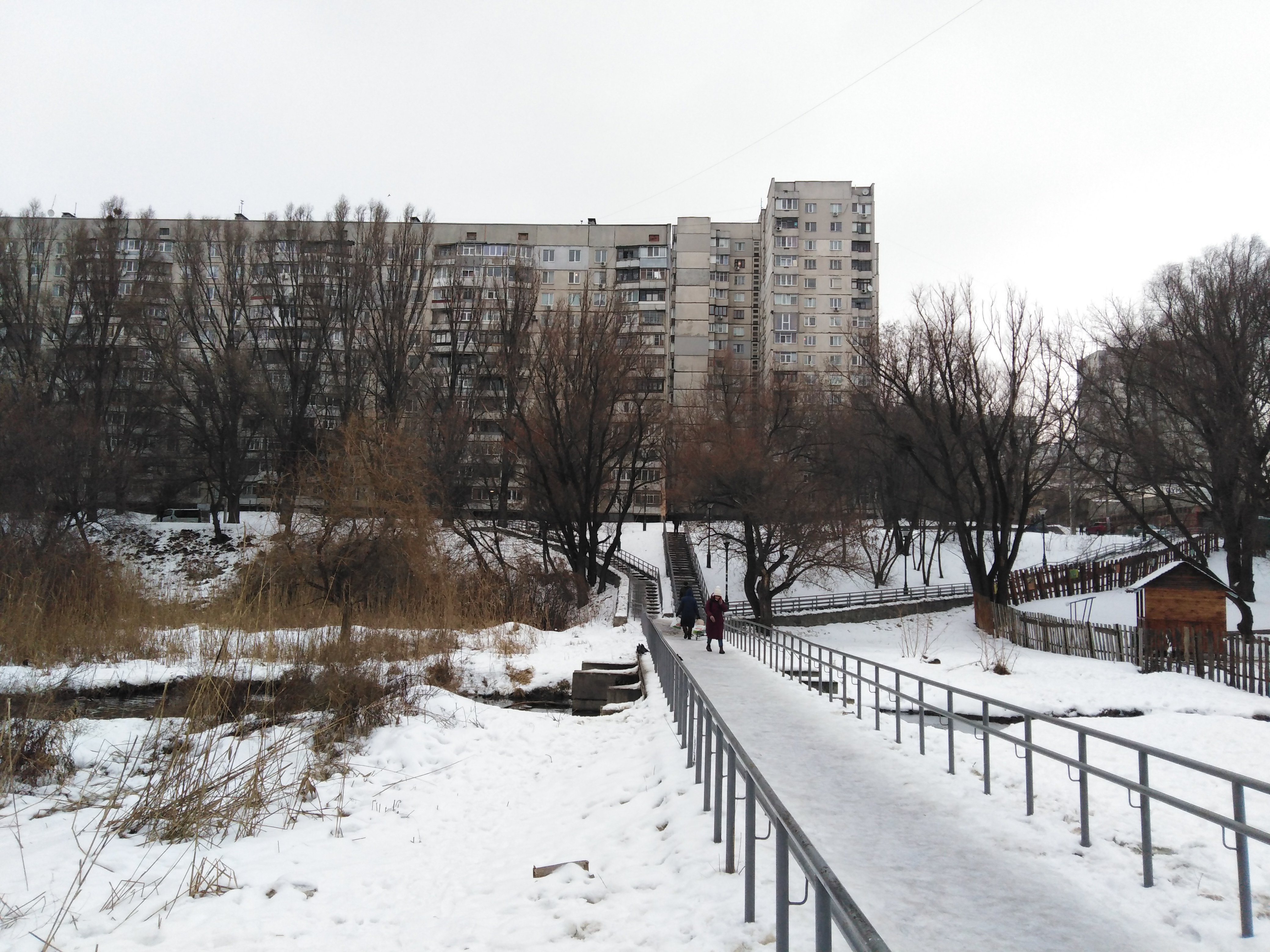
Пішохідний міст
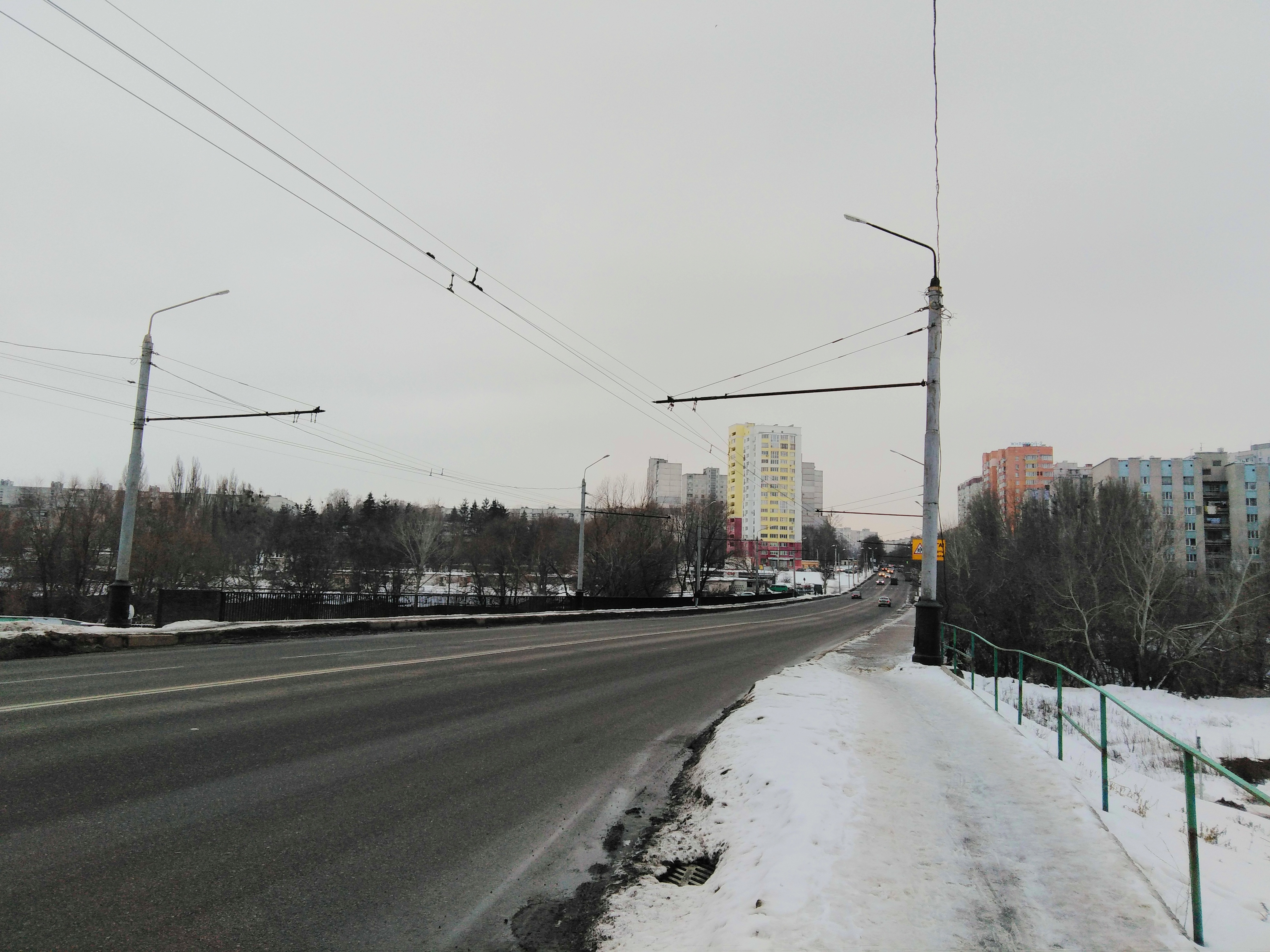
Автомобільний міст, перекинутий через Глибокий Яр (вул. Гвардійців-Широнинців).